# Adam (servis)

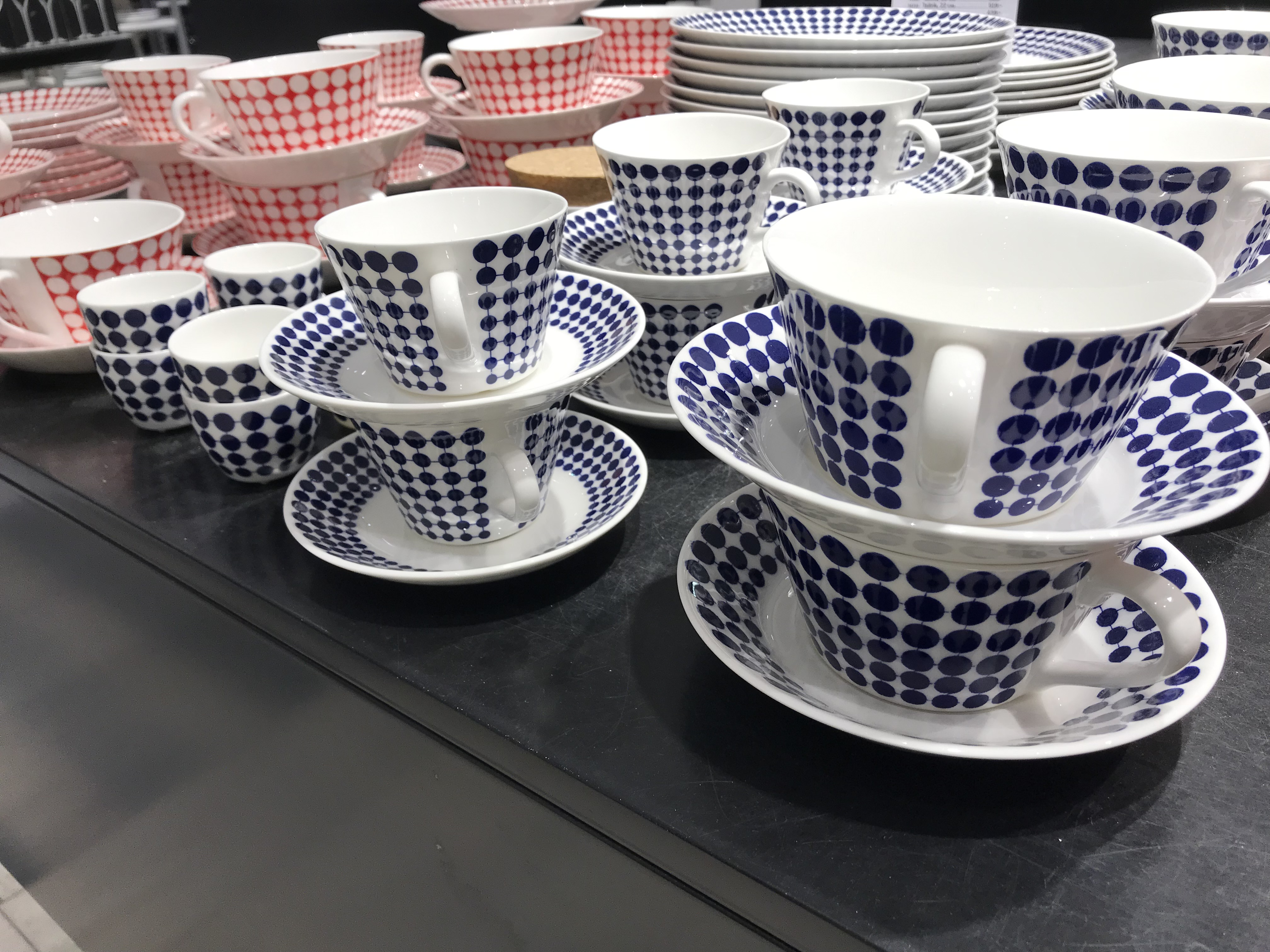
Till vänster servisen Eva i rött, till höger Adam med blå prickar.

Adam är en klassisk servis från Gustavsbergs porslinsfabrik. Den formgavs av Stig Lindberg och var i produktion åren 1959–1974. Dekoren består av blå prickar på vit bakgrund. Servisen finns i nyproduktion i benporslin sedan 2005. Servisen Adam ingår i Nationalmuseums permanenta utställning Den moderna formen 1900–2000. 
Lindberg formgav även servisen Eva vars dekor består av vita prickar på röd bakgrund. Den var i produktion åren 1959–1974 och nytillverkas sedan 2008.